# Shannon (Alabama)
Shannon é uma pequena comunidade não-incorporada situada no Condado de Jefferson, Alabama, Estados Unidos, entre Bessemer e Hoover. Seu nome vem de John James Shannon, um minerador da região.